# Lorenzo's Oil
Lorenzo's Oil (bra: O Óleo de Lorenzo; prt: Acto de Amor) é um filme americano de 1992, do gênero drama, dirigido por George Miller.

## Sinopse
O filme é uma história real de um casal, Augusto e Michaela Odone, cujo filho mais jovem, Lorenzo, começa a apresentar hiperatividade, surdez, desequilíbrio e vários outros sintomas.
Lorenzo levava uma vida normal até os seis anos de idade, quando passou a ter diversos problemas. O diagnóstico foi de adrenoleucodistrofia (ALD), uma doença degenerativa extremamente rara e incurável, em que ocorre o desgaste da mielina (presente no neurônio), provocado pelo acúmulo de gorduras saturadas. O paciente morre em, no máximo, dois anos. Os médicos não sabiam como tratá-lo, e havia pouca pesquisa sobre a doença. Os pais do menino não se conformaram com o fracasso dos médicos e com a falta de medicamentos para a doença. Assim, decidiram estudar e pesquisar sozinhos, na esperança de descobrir algo que pudesse deter o avanço da doença, de caráter hereditário, transmitida geneticamente pela mãe.
Augusto e Michaela tiveram que deixar o filho à mercê das pesquisas e testes dos médicos, como uma cobaia. Também se envolveram com uma ONG de pais com filhos portadores de ALD, que mais se preocupavam em como lidar com a doença e em aceitá-la do que procurar a cura. O excesso de ácido graxo destruía o cérebro e, consequentemente, suas funções, e os músculos da criança se atrofiavam. Lorenzo foi submetido a uma dieta em que foi eliminado todo tipo de gordura que pudesse levar à formação de cadeias longas de ácidos graxos, como C24 e C26. A dieta, sugerida pelos médicos, só fez Lorenzo piorar, pois seus índices de ácidos graxos aumentaram. Seus pais resolveram então procurar, eles mesmos, a cura e foram estudar a doença. Arrecadaram fundos para organizar um simpósio. 
Afinal descobriram o erro da dieta: quando o organismo não recebe ácidos graxos da alimentação, ele os produz sozinho, através da biossíntese. Então resolveram manipular um óleo (um extrato de ácidos de azeites de oliva e de colza), que enganasse o organismo. Esse óleo não era a cura, mas tornava mais lenta a evolução da doença.
É importante lembrar que temos uma organela nas células, chamada peroxissomo, responsável pela eliminação do excesso de ácido graxo. Como Lorenzo tinha uma falha genética de uma enzima responsável pela absorção de ácido graxo nessa organela, ele o acumulava no sangue. Com o uso do óleo, Lorenzo não voltou ao estado normal, mas impediu a evolução da doença e, através de tratamentos, conseguiu uma grande melhoria.
Na vida real, a mãe de Lorenzo, Michaela Odone, morreu em 10 de junho de 2000, vítima de câncer de pulmão. Já Lorenzo morreu em 30 de maio de 2008 (um dia depois do seu 30° aniversário), em decorrência de uma pneumonia. Ele vivera 22 anos além do que os médicos haviam prognosticado, quando a doença foi diagnosticada. Sua sobrevida foi atribuída ao óleo que seus pais inventaram. Augusto Odone, seu pai, faleceu em  24 de outubro de  2013, de insuficiência cardíaca.

## Elenco
- Susan Sarandon como Michaela Odone
- Nick Nolte como Augusto Odone
- Zack o'Malley Greenburg como Lorenzo Odone (Pequeno)
- Aaron Jackson como Francesco Odone
- Peter Ustinov como professor Gus Nikolais
- Kathleen Wilhoite como Deirdre Murphy
- Gerry Bamman como dr. Judalon
- Margo Martindale como Wendy Gimble
- James Rebhorn como Ellard Muscatine
- Ann Hearn como Loretta Muscatine
- Maduka Steady como Omouri
- Don Suddaby como Don Suddaby
- Colin Ward como Jake Gimble
- LaTanya Richardson como enfermeira Ruth
- Jennifer Dundas como enfermeira Nancy Jo
- Laura Linney como professora jovem

## Principais prêmios e indicações
- Oscar 1993 (EUA)
  - Indicado nas categorias de melhor atriz (Susan Sarandon) e melhor roteiro original.
- Globo de Ouro 1993 (EUA)
  - Indicado na categoria de melhor atriz - drama (Susan Sarandon).